# Serbischer Gruß

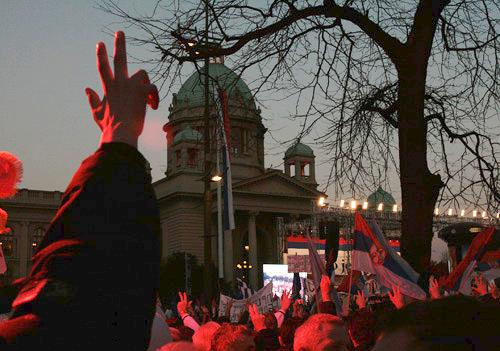
Demonstranten zeigen den Drei-Finger-Gruß auf der „Kosovo ist Serbien“-Demonstration am 21. Februar 2008 in Belgrad, Serbien

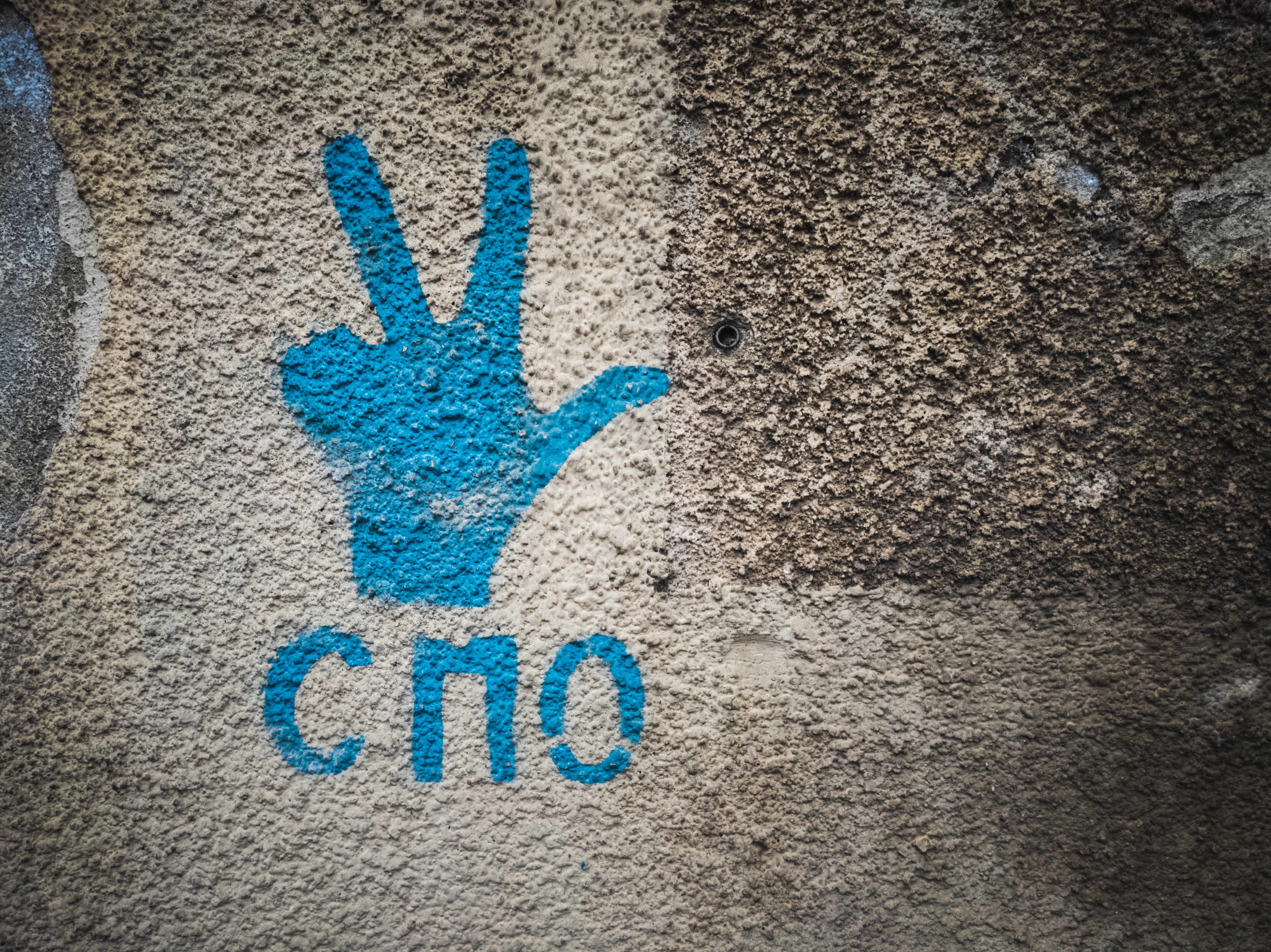
Graffiti der Serbischen Erneuerungsbewegung (Srpski Pokret Obnove, SPO).

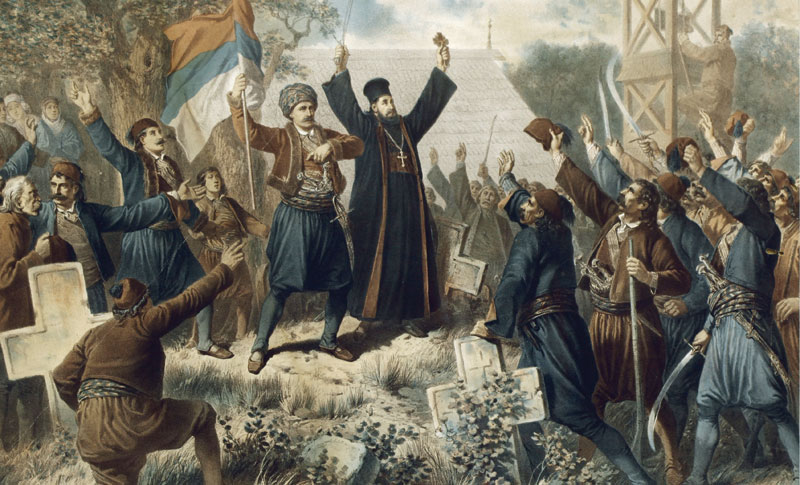
Das Bild „Takovski ustanak“ (Takovoer Aufstand) auch „Zakletva u Takovu“ (Schwur von Takovo) von Vinzenz Katzler, 1862

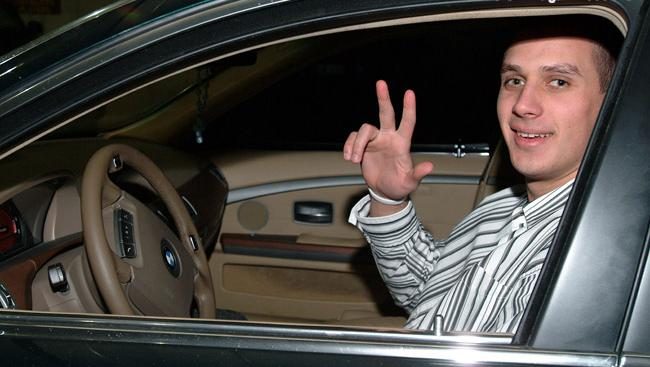
NBA-Basketball-Spieler Saša Pavlović mit dem serbischen Gruß

Als Drei-Finger-Gruß (serbisch Поздрав са три прста Pozdrav sa tri prsta) oder auch serbischer Gruß (Српски поздрав/Srpski pozdrav) wird eine Geste der rechten Hand bezeichnet, bei welcher der Daumen, Zeige- und Mittelfinger gestreckt sowie der Ringfinger und kleine Finger gebeugt werden. Die Geste gilt seit Anfang der 2000er-Jahre bei vielen Serben als allgemeiner serbischer Gruß.

## Entstehung
Die Geste hat ihren Ursprung in der Schwurhand und hat wie diese einen religiösen Hintergrund, auch indem damit Bezug auf das Kreuzzeichen in der Orthodoxen Kirche (siehe auch Segensgestus der Orthodoxen Kirche) genommen wird, welcher die meisten Serben angehören.
Von den Nachbarvölkern der Serben wird die Geste als nationalistisch angesehen und ihre Verwendung wird gelegentlich als Provokation aufgefasst.
Die Geste entstand Anfang der 1990er-Jahre während des Regimes von Slobodan Milošević und war ursprünglich das Zeichen der von Vuk Drašković geführten nationalistisch-monarchistischen Oppositionspartei Serbische Erneuerungsbewegung (Srpski Pokret Obnove, SPO). Drašković zeigte die Geste erstmals am 6. Januar 1990 in Nova Pazova im Zusammenhang mit der Gründung dieser Partei. Er wurde dabei von dem historisierenden Bild „Ustanak u Takovu“ (Aufstand in Takovo) inspiriert, welches Miloš Obrenović und weitere Teilnehmer dieser Auftaktversammlung zum Zweiten Serbischen Aufstand im Jahr 1815 mit der Geste der erhobenen Schwurhand zeigt.
Die Entstehung der Geste fiel in eine Zeit, als Symbole für die Völker des ehemaligen Jugoslawien zur Konstruktion einer nationalen Identität wichtig wurden, und findet ihren Ausdruck in dem Sprichwort Nema Srpstva bez tri prsta (Es gibt kein Serbentum ohne drei Finger).
Während des kriegerischen Auseinanderbrechens Jugoslawiens wurde die Geste zu einer prominenten Form der serbischen Selbstidentifikation und entwickelte sich zu einem Gegenstück des Victory-Zeichens, dessen sich die anderen Kriegsparteien bedienten. Vielfach wurden Menschen mit anderer Glaubens- und Volkszugehörigkeit gezwungen, den Drei-Finger-Gruß auszuführen, um sie dadurch zu erniedrigen.
Die Geste entwickelte sich so vom Symbol der Opposition gegen Milošević und über die Studentenrevolten hin zur Übernahme in den Mainstream und damit zum allgemeinen Gruß der mit der ethnischen Gemeinschaft verbunden wird.

## Verwendung heute
Die Geste wird oft durch Fans und Spieler nach sportlichen Siegen benutzt. Nach dem Gewinn der Basketball-Europameisterschaft 1995 machte das gesamte jugoslawische Team diese Geste. Für den Basketballstar Aleksandar Đorđević ist sie keine Provokation, sondern steht für Serbien und „das sind wir, das bin ich – nichts anderes. Es ist mein Stolz.“